# Contea di Addison
La contea di Addison, in inglese Addison County, è una contea dello Stato del Vermont, negli Stati Uniti d'America. La popolazione al censimento del 2000 era di 35 974 abitanti. Il capoluogo di contea è Middlebury.

## Geografia fisica
La contea si trova nella parte centro-occidentale del Vermont. L'U.S. Census Bureau certifica che l'estensione della contea è di 2093 km², di cui 99 km² coperti da acque interne.
Il territorio è pianeggiante a ovest e diventa più collinare e montagnoso a est. Al confine con lo Stato di New York, a ovest, si trova il Lago Champlain e a est si trovano le Green Mountains. Il fiume più lungo dello Stato è l'Otter Creek e altri fiumi nella contea sono Lemon Fair, New Haven, Leicester e Middlebury.
Il capoluogo è Middlebury, sede del Middlebury College. Altri centri importanti sono Bristol, Ferrisburg e Basin Harbor.

### Contee confinanti
- Contea di Chittenden- nord
- Contea di Washington - nordest
- Contea di Orange - est
- Contea di Windsor - sudest
- Contea di Rutland - sud
- Contea di Washington (New York) - sudovest
- Contea di Essex (New York) - ovest

## Storia
Prima dell'arrivo dei coloni europei nel 1609, l'area era abitata dai nativi Iroquois. La contea fu creata nel 1785 e deve il suo nome allo scrittore inglese Joseph Addison.

## Comuni
La Contea di Addison conta 23 comuni, comprendenti 1 city e 22 town.
- Addison - town
- Bridport - town
- Bristol - town
- Cornwall - town
- Ferrisburgh - town
- Goshen - town
- Granville - town
- Hancock - town
- Leicester - town
- Lincoln - town
- Middlebury - (capoluogo) town
- Monkton - town
- New Haven - town
- Orwell - town
- Panton - town
- Ripton
- Salisbury - town
- Shoreham - town
- Starksboro - town
- Vergennes - city
- Waltham - town
- Weybridge - town
- Whiting - town